# Wiaczesław Bitarow

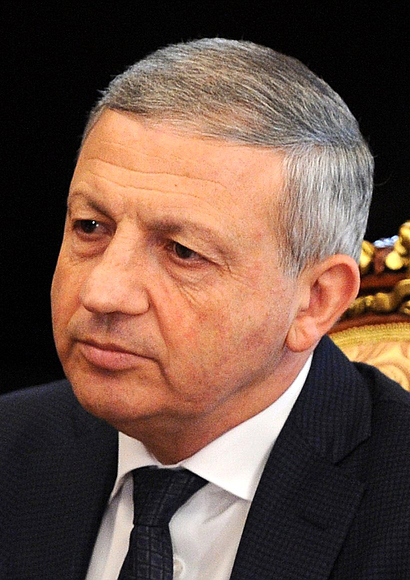

Wiaczesław Zelimchanowicz Bitarow (ros. Вячеслав Зелимханович Битаров; ur. 1961) – osetyjski polityk, przewodniczący rządu oraz p.o. prezydenta Republiki Osetia Północna-Alania.

## Życiorys
Jest absolwentem Uniwersytetu Rolniczego w Grodnie. W latach 1984–1986 służył w Armii Radzieckiej, a następnie pracował jako główny inżynier mechanik oraz dyrektor sowchozu „Kwiat Osetii”. W latach 1991–1996 piastował stanowisko szefa zakładów „FAT”, a w latach 1996–2010 dyrektora generalnego  OOO GK Brewing house "Bavaria". W latach 2003–2007 był deputowanym do Dumy Miejskiej Władykaukazu. Od czerwca 2012 roku był wiceprzewodniczącym parlamentu Osetii. 24 października 2015 roku został powołany na przewodniczącego rządu Republiki Osetia Północna-Alania. Po śmierci prezydenta Tamierłana Aguzarowa – 19 lutego 2016 roku, Bitarow tymczasowo objął obowiązki szefa regionu.